# 1522 Kokkola
1522 Kokkola је астероид главног астероидног појаса чија средња удаљеност од Сунца износи 2,367 астрономских јединица (АЈ).
Апсолутна магнитуда астероида је 12,43.